# Yōichi Doi
Yōichi Doi (jap. 土肥洋一 Doi Yōichi; ur. 25 lipca 1973 w Kumamoto) – japoński piłkarz grający na pozycji bramkarza.

## Kariera klubowa
Doi swoją przygodę z piłką rozpoczął w drużynach szkolnych. Uczęszczał do Jonan Jr. High School, a następnie do Otsu High School. Swój pierwszy profesjonalny kontrakt podpisał w 1995 r. z drużyną Kashiwa Reysol. W J-League zadebiutował 1 lipca w spotkaniu z Urawą Red Diamonds. W Kashiwie tylko przez dwa sezony występował w pierwszym składzie, a w latach 1998–1999 był rezerwowym. W 2000 r. przeszedł do FC Tokyo, ówczesnego beniaminka pierwszej ligi. Tam stał się pierwszym bramkarzem, a w 2004 r. doprowadził klub do 4. pozycji w lidze, najwyższej w jego historii, a za swoją postawę został wybrany bramkarzem sezonu. W tym samym roku zdobył też Puchar J-League. W FC Tokyo grał do końca 2007 r., a na początku 2008 został zawodnikiem lokalnego rywala, Tokyo Verdy 1969.
| Sezon | Klub           | Kraj    | Rozgrywki | Mecze | Bramki |
| ----- | -------------- | ------- | --------- | ----- | ------ |
| 1995  | Kashiwa Reysol | Japonia | J-League  | 17    | 0      |
| 1996  | Kashiwa Reysol | Japonia | J-League  | 30    | 0      |
| 1997  | Kashiwa Reysol | Japonia | J-League  | 19    | 0      |
| 1998  | Kashiwa Reysol | Japonia | J-League  | 8     | 0      |
| 1999  | Kashiwa Reysol | Japonia | J-League  | 3     | 0      |
| 2000  | FC Tokyo       | Japonia | J-League  | 32    | 0      |
| 2001  | FC Tokyo       | Japonia | J-League  | 34    | 0      |
| 2002  | FC Tokyo       | Japonia | J-League  | 38    | 0      |
| 2003  | FC Tokyo       | Japonia | J-League  | 30    | 0      |
| 2004  | FC Tokyo       | Japonia | J-League  | 30    | 0      |
| 2005  | FC Tokyo       | Japonia | J-League  | 34    | 0      |
| 2006  | FC Tokyo       | Japonia | J-League  | 32    | 0      |
| 2007  | FC Tokyo       | Japonia | J-League  | 14    | 0      |
| 2008  | Tokyo Verdy    | Japonia | J-League  |       |        |

## Kariera reprezentacyjna
W reprezentacji Japonii Doi zadebiutował 2 sierpnia 2004 r. w wygranym 4:0 spotkaniu z Malezją. W tym samym roku jako rezerwowy wywalczył Puchar Azji. W 2006 r. Zico powołał Doi na Mistrzostwa Świata w Niemczech. Tam był rezerwowym bramkarzem dla Yoshikatsu Kawaguchiego i Seigo Narazakiego i nie wystąpił w żadnym spotkaniu.